# À l'origine (film)
Pour les articles homonymes, voir À l'origine.
Pour plus de détails, voir Fiche technique et Distribution.
À l'origine est un film français de Xavier Giannoli, sorti en 2009 et présenté en compétition officielle lors du Festival de Cannes 2009.

## Synopsis

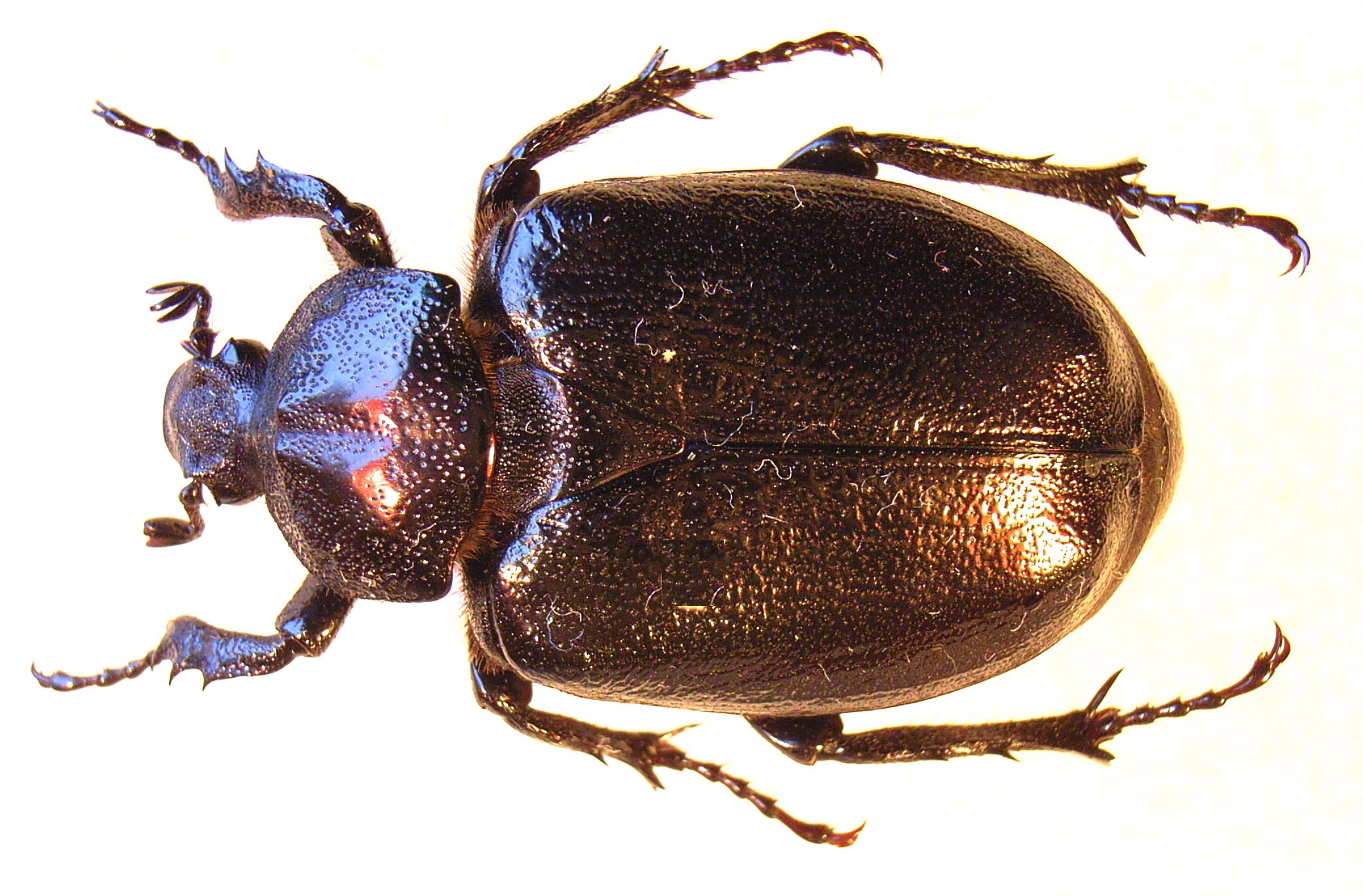
Un pique-prune.

Paul est un escroc, ex-taulard, qui vit d'abus de confiance et de petites combines sous la fausse identité de Philippe Miller. À la suite d'une méprise, il est pris pour un cadre d'une multinationale de travaux publics, la CGI, et est accueilli comme le messie susceptible de relancer le chantier local d'un tronçon d'autoroute (A61bis) arrêté depuis deux ans près d'une petite ville du nord de la France frappée durement par le chômage. Ce chantier d'autoroute avait été abandonné sur décision administrative à cause de la présence, sur le tracé de la voie, d'une espèce de scarabée extrêmement rare et en voie d'extinction, le pique-prune.
Miller se voit proposer des pots-de-vin de la part des entrepreneurs locaux pour l'attribution des marchés et décide de continuer la supercherie à son bénéfice. Avec l'aide de la municipalité et de la population locale, il réussit à relancer les travaux en prenant la tête d'une filiale fictive du grand groupe, la GMT-R, et fait ainsi renaître l'espoir parmi la population désœuvrée. Peu à peu, sa machination le dépasse. Pris d'affection pour la population et amoureux de la maire de la commune, il décide de pousser la mystification jusqu'au bout. Il doit alors lutter pour trouver l'argent afin de mener les travaux, honorer certaines factures et payer les salaires des ouvriers en escroquant certains fournisseurs ainsi que l'agence locale d'une banque. D'inévitables problèmes de trésorerie et le retour d'un ancien complice essayant de le faire chanter vont semer le doute dans la population.
Poussé dans ses ultimes retranchements et ne voulant finalement pas renoncer à cette réalisation qui donne enfin un sens à sa vie, Paul décide d'utiliser l'ensemble de l'argent liquide qu'il a reçu en pots-de-vin pour parer au plus pressé. Constatant de nombreuses irrégularités dans sa gestion, ses fournisseurs découvrent que le groupe CGI, dont la société GMT-R est censée être une filiale, n'est au courant de rien.
Miller réussit à convaincre les ouvriers d’achever le tronçon d'autoroute, puis il part pour Paris demander au groupe de BTP la clémence pour son équipe, avant de se laisser arrêter par la gendarmerie à la suite de la plainte des responsables de la CGI et de l'hospitalisation d'un ouvrier à cause d'un accident de pelleteuse sur le chantier, Miller ayant tenu à pousser les travaux jusqu'au bout malgré la pluie.

## Fiche technique
- Titre : À l'origine
- Réalisation : Xavier Giannoli
- Scénario : Xavier Giannoli et Marcia Romano, librement inspiré d'une histoire vraie
- Production : Pierre-Ange Le Pogam et Édouard Weil
- Musique originale : Cliff Martinez
- Photographie : Glynn Speeckaert
- Montage : Célia Lafitedupont
- Décors : François-Renaud Labarthe
- Costumes : Nathalie Benros
- Son : François Musy et Gabriel Hafner
- Pays d'origine :  France
- Langue originale : français
- Sociétés de production : Rectangle Production, EuropaCorp, France 3 Cinéma et Studio 37, en association avec la SOFICA Cofinova 5
- Société de distribution : EuropaCorp Distribution (France)
- Budget : 10,25 millions d'euros
- Durée : 130 minutes
- Dates de sortie : 
  - France : 21 mai 2009 (Festival de Cannes), 11 novembre 2009 (sortie nationale)
  - Belgique et Suisse romande : 11 novembre 2009

## Distribution
- François Cluzet : Paul / « Philippe Miller »
- Vincent Rottiers : Nicolas, le petit ami de Monika
- Emmanuelle Devos : Stéphane, la maire
- Brice Fournier : Louis, le chef de chantier
- Soko : Monika
- Gérard Depardieu : Abel
- Stéphan Wojtowicz : Marty
- Patrick Descamps : Bollard, le patron de l'hôtel
- Stéphane Jobert : Patrick
- Éric Herson-Macarel : Barracher
- Patrick Bonnel et François Loriquet : cadres CGI
- Nathalie Boutefeu : Marie
- Franck Andrieux : Pascal
- Corinne Masiero : Corinne
- Gabriel Naudy : Gaby
- Marie Félix : Julie
- Mathilde Braure : Cathy
- Christine Gabard : la femme de Maurice
- Roch Leibovici : conseiller municipal
- Jacques Herlin et Thierry Bertein : gendarmes
- Marie Micla : Claude
- Jean-Claude Bolle-Reddat : Tanner
- Vincent Jouan : vendeur du « Point P »
- Laurent Leguevaque : juge

## Production
Le titre envisagé initialement par Xavier Giannoli était Je suis parti de rien.
Le tournage s'est déroulé à Cambrai et dans ses environs notamment à Onnaing, près de Valenciennes (scènes à la mairie et de kermesse, on y aperçoit d'ailleurs le géant de la ville nommé Alfred) du 3 décembre 2007 au 14 mars 2008. François Cluzet a déclaré garder un souvenir assez amer de ce tournage, principalement à cause de la pression constante de Xavier Giannoli qui exige une implication totale quelles que soient les conditions de travail. D'après l'acteur, le metteur en scène s'est mis toute l'équipe à dos durant le tournage de par son comportement et ses déclarations.

## Accueil

### Accueil critique
En France, le site Allociné propose une note moyenne de 4,1⁄5 à partir de l'interprétation de critiques provenant de vingt-deux titres de presse.

### Box-office
| Pays ou région | Box-office      | Date d'arrêt du box-office | Nombre de semaines |
| -------------- | --------------- | -------------------------- | ------------------ |
| France         | 340 233 entrées | 15 décembre 2009           | 5                  |
| Total mondial  | 2 762 891 $     | -                          | -                  |

## Distinctions

### Prix
- Césars 2010 : César de la meilleure actrice dans un second rôle pour Emmanuelle Devos.
- Prix Lumières 2010 : Prix CST de la meilleure photographie pour Glynn Speeckaert.

### Nominations et sélections
- Festival de Cannes 2009 : en compétition pour la Palme d'or
- Césars 2010 :
  - nomination au César du meilleur film
  - nomination au César du meilleur réalisateur pour Xavier Giannoli
  - nomination au César du meilleur scénario original pour Xavier Giannoli
  - nomination au César du meilleur acteur pour François Cluzet
  - nomination au César du meilleur espoir féminin pour Soko
  - nomination au César de la meilleure musique écrite pour un film pour Cliff Martinez
  - nomination au César de la meilleure photographie pour Glynn Speeckaert
  - nomination au César du meilleur montage pour Célia Lafitedupont
  - nomination au César du meilleur son pour François Musy et Gabriel Hafner
  - nomination au César du meilleur décor pour François-Renaud Labarthe

## Analyse

### Comparaison avec les faits réels
Le film est adapté d'un fait divers réel qui a eu lieu à Saint-Marceau dans la Sarthe, à proximité du Mans, en 1997, où le chantier de l'autoroute A28 était arrêté à la suite de la découverte d'une espèce de scarabée protégée. L'escroc Philippe Berre se fit alors passer pour un entrepreneur chargé de reprendre les travaux et parvint à engager des ouvriers. Il finit par être arrêté et condamné à 5 ans de prison, avant de récidiver à plusieurs reprises dans les années 2006-2010. À la fin du film, sont affichées plusieurs mentions relatives à la réalité, notamment « le tronçon réalisé a été déclaré conforme par la DDE » ; or, jamais Philippe Berre n'est intervenu sur le chantier de l'A28. Le chantier du tronçon de l'autoroute A28 sera repris par la suite, sa conformité ne dépendant donc pas d'une quelconque influence du travail de Philippe Berre ou de son équipe lors de la supercherie qui dura près d'un mois.
Afin de réaliser son film au mieux, le réalisateur a fait appel à Laurent Leguevaque, ancien juge d'instruction du Mans alors chargé de l'affaire, qui joue son propre rôle à la fin du film.